# Caprino (formaggio)
Il caprino è una famiglia di formaggi cremosi, a pasta molle o a pasta semidura, ricavati dal latte di capra che costituiscono un prodotto tradizionale di diverse regioni italiane.
Anticamente l'allevamento di capre e la produzione di formaggi caprini avveniva solo in aree altrimenti non sfruttabili.
Questo ha giustificato l'utilizzo di una percentuale sempre maggiore di latte vaccino, fino alla completa sostituzione del latte caprino: malgrado il nome, nel ventunesimo secolo il presunto formaggio caprino è in realtà di latte vaccino se non altrimenti specificato sull'etichetta.
Negli ultimi dieci anni si è avuto un aumento della produzione di questi formaggi grazie a nuovi allevamenti di capre e a caseifici realizzati con le più moderne tecnologie che garantiscono la tradizionalità del prodotto.
Oltre alla produzione dei formaggi è stato introdotto anche uno yogurt magro ad alta digeribilità.

## Riconoscimenti
Regione Abruzzo
- caprino[2][3][4]

Regione Basilicata
- caprino

Regione Calabria
- caprino Nicastrese,
- caprino dell'Aspromonte,
- felciata o filiciata di Calabria,
- ricotta affumicata di Mammola

Regione Campania
- cacioricotta
- caprino del Cilento

Regione Friuli-Venezia Giulia
- formaggio caprino morbido

Regione Liguria
- caprino (della Valbrevenna)
- caprino di malga (delle Alpi Marittime)

formagetta savonese
Regione Lazio
- primosale
- marzolina di capra

Regione Lombardia
Caprino a coagulazione lattica
- Caprino a coagulazione presamica
- Caprino vaccino

Regione Marche
- caprino

Regione Piemonte
- caprino della Val Vigezzo
- caprino lattico piemontese
- caprino presamico piemontese
- caprino valsesiano
- robiola di Roccaverano e Mondovì

Regione Puglia
- caprino

Regione Siciliana
- formaggio di capra Padduni
- formaggio di capra siciliana
- Primosale

Regione Toscana
- formaggi caprini della Maremma

Regione Trentino-Alto Adige
- provincia di Bolzano
  - algunder Ziegenkaese (formaggio di capra di lagundo)
- provincia di Trento
  - caprino